# Your Sinclair
Your Sinclair était un magazine britannique mensuel d’informatique et de jeu vidéo consacré aux ordinateurs Sinclair, et notamment au ZX Spectrum. Lancé en janvier 1984, Your Sinclair arrête sa diffusion en septembre 1993 (au numéro 93).

## Historique
Le magazine est lancé en janvier 1984 sous le nom de Your Spectrum édité par Sportscene Specialist Press. Your Spectrum totalise 21 numéros, de janvier 1984 jusqu'à décembre 1985,. Dès janvier 1986, le mensuel change de nom pour Your Sinclair qui sera publié jusqu'à janvier 1993 totalisant 93 numéros.